# Pékin Express : Sur les terres de l'aigle royal
Vous pouvez aider à l'améliorer ou bien discuter des problèmes sur sa page de discussion.
- Il peut contenir un travail inédit ou des déclarations non vérifiées. Vous pouvez l’améliorer en ajoutant des références. (Marqué depuis avril 2022)

Vous pouvez aider à l'améliorer ou bien discuter des problèmes sur sa page de discussion.
- Il ne cite pas suffisamment ses sources. Vous pouvez indiquer les passages à sourcer avec {{référence nécessaire}} ou {{Référence souhaitée}}, et inclure les références utiles en les liant aux notes de bas de page. (Marqué depuis avril 2022)
- Sa typographie ne respecte pas les conventions de Wikipédia. Vous pouvez solliciter de l’aide de l’Atelier typographique. (Marqué depuis juin 2023)
- Il n’est pas rédigé dans un style encyclopédique. (Marqué depuis juin 2023)

- Archive Wikiwix
- Bing
- Cairn
- DuckDuckGo
- E. Universalis
- Gallica
- Google
- G. Books
- G. News
- G. Scholar
- Persée
- Qwant
- (zh) Baidu
- (ru) Yandex
- (wd) trouver des œuvres sur Wikidata

Pékin Express : Sur les terres de l'aigle royal est la 15e édition (toutes saisons confondues) de Pékin Express, émission de télévision franco-belgo-luxembourgeoise de téléréalité, diffusée chaque semaine, en France, Belgique et Luxembourg, sur M6 depuis le 10 février,  et sur Club RTL depuis le 11 février 2022.

## Production et organisation
L'émission est présentée par Stéphane Rotenberg, dans le rôle de directeur de course. Elle est produite par la société de production Studio 89 Productions.

### Casting
Le casting de cette saison s'ouvre en mars 2021 et se termine le 15 mai 2021. À l'issue de celui-ci, près de 90 000 candidatures ont été reçues. Un nombre record, qui n'a pas permis aux équipes de traiter tous les dossiers. Ceux-ci ont été conservés pour la saison suivante.

### Tournage
Le tournage de cette saison débute en septembre 2021,. Il emmène les candidats en Asie centrale, précisément au Kirghizistan, en Ouzbékistan, en Jordanie, pour une finale tournée à Dubaï et aux Émirats arabes unis. Ce dernier pays devait initialement voir arriver les candidats de la saison précédente, avant que le parcours n'ait dû être modifié en raison de la pandémie de Covid-19.

## Principe

### Règles habituelles
Pour cette saison, les règles habituelles sont présentes, à savoir : l'épreuve d'immunité, qui permet à une équipe d'être immunisée le reste de l'étape ; le drapeau rouge, qui permet au binôme l'ayant en sa possession de stopper des concurrents dans leur course pendant 15 min ; le drapeau noir, qui classe directement le binôme l'ayant en sa possession en dernière position ; le panneau voiture interdite, qui oblige les candidats à prendre un moyen de locomotion particulier ; le duel final qui permet au binôme arrivé en dernière position de sauver sa place dans la compétition lors d'un ultime duel face à l'équipe de son choix, à l'exception des vainqueurs de l'étape et des immunisés ; la règle de l'équipe cachée qui offre la chance à une équipe éliminée de réintégrer le jeu, mais sans jamais se faire démasquer par les autres équipes (sous peine d'être éliminée définitivement) ; la règle de la contrainte du véhicule qui oblige cette année les candidats à ne jamais prendre de voiture blanche pendant une partie de l'étape ; les intouchables qui offrent le pouvoir à la première équipe intouchable de décider au fur et à mesure de l'étape du sort des autres équipes ; et enfin, le trek et l'étape urbaine qui sont des classiques de l'émission.

### Nouveautés
Cette saison accueille le pass express. Mis en jeu dès le premier épisode, il reviendra au binôme ayant remporté la première épreuve. Il pourra être joué par ce duo, lors d'une étape où il ne sera ni arrivé dernier, ni immunisé. À cet instant, le binôme arrivé dernier ne pourra le choisir lors du duel final. Ce pass ne pourra être joué qu'une seule fois et ne sera pas remis en jeu si le binôme l'ayant en sa possession est éliminé sans l'avoir joué.
On découvrira également la règle du freeze express qui obligera les équipes à s'arrêter pendant 10 minutes lorsqu'une équipe appuiera sur l'un des trois buzzers posés sur le bord de la route.
Par ailleurs, le téléphone express, instauré lors de la saison 12, n'apparaît plus dans cette saison.

## Candidats
Ci-dessous, la liste des 8 binômes de cette saison,,,,,,, :
| # | Binôme | Binôme      | Âge    | Localisation           | Localisation              | Lien                                    | Statut et période                  |
| - | ------ | ----------- | ------ | ---------------------- | ------------------------- | --------------------------------------- | ---------------------------------- |
| 8 | ♂      | Alex        | 56 ans | Drapeau de la France   | Saint-Paul-de-Vence Vence | Les amoureux chamailleurs               | Éliminés (étapes 1 – 2),           |
| 8 | ♀      | Sylvie      | 52 ans | Drapeau de la France   | Saint-Paul-de-Vence Vence | Les amoureux chamailleurs               | Éliminés (étapes 1 – 2),           |
| 7 | ♂      | Étienne     | 52 ans | Drapeau de la France   | Antibes                   | Le binôme d'inconnus                    | Abandon volontaire (étapes 1 – 3), |
| 7 | ♀      | Vanessa     | 29 ans | Drapeau de la France   | Campuac                   | Le binôme d'inconnus                    | Abandon volontaire (étapes 1 – 3), |
| 6 | ♀      | Arlette     | 58 ans | Drapeau de la France   | Toulon                    | La mère et la fille inséparables        | Éliminées (étapes 1 – 5),          |
| 6 | ♀      | Caroline    | 28 ans | Drapeau de la France   | Toulon                    | La mère et la fille inséparables        | Éliminées (étapes 1 – 5),          |
| 5 | ♀      | Charlotte   | 33 ans | Drapeau de Monaco      | Monaco                    | Les sœurs monégasques                   | Éliminées (étapes 1 – 7)           |
| 5 | ♀      | Sarah       | 30 ans | Drapeau de Monaco      | Monaco                    | Les sœurs monégasques                   | Éliminées (étapes 1 – 7)           |
| 4 | ♂      | Axel        | 18 ans | Drapeau de la France   | Caussens                  | Le grand-père et son petit-fils du Gers | Éliminés (étapes 1 – 8)            |
| 4 | ♂      | Jean-Claude | 72 ans | Drapeau de la France   | Caussens                  | Le grand-père et son petit-fils du Gers | Éliminés (étapes 1 – 8)            |
| 3 | ♂      | Ahmed       | 18 ans | Drapeau de la France   | Cheny Migennes            | Les cousins farceurs                    | Demi-finalistes (étapes 1 – 9)     |
| 3 | ♂      | Tarik       | 26 ans | Drapeau de la France   | Cheny Migennes            | Les cousins farceurs                    | Demi-finalistes (étapes 1 – 9)     |
| 2 | ♀      | Fanny       | 34 ans | Drapeau de la France   | Lyon                      | Le couple de rêveurs                    | Finalistes (étapes 1 – 10)         |
| 2 | ♂      | Jérémy      | 37 ans | Drapeau de la France   | Lyon                      | Le couple de rêveurs                    | Finalistes (étapes 1 – 10)         |
| 1 | ♂      | Lucas       | 29 ans | Drapeau de la Belgique | Malmedy (Belgique)        | Les frères belges                       | Vainqueurs (étapes 1 – 10)         |
| 1 | ♂      | Nicolas     | 37 ans | Drapeau de la Belgique | Malmedy (Belgique)        | Les frères belges                       | Vainqueurs (étapes 1 – 10)         |

## Bilan par étape

### Parcours
| Étape | Pays                | Lieux traversés | Réf(s). |
| ----- | ------------------- | --- | ------- |
| 1     | Kirghizistan        | Lac Son Koul - Kyzyl-Tuu - Bichkek (Gare - Place Ala-Too - Osh Bazaar)                                                           |         |
| 2     | Kirghizistan        | Karabalta (Marché - Mosquée Bosko Jol) - Saragata - Lac de Toktogoul - Kara-Köl - Uzgen                                          |         |
| 3     | Ouzbékistan         | Namangan - Richtan - Kokand - Tachkent (Parc Navoï)                                                                              |         |
| 4     | Ouzbékistan         | Tachkent (Marché de Chorsu - Mémorial (en) - Académie de football - Musée Amir Timur (en) - métro) - Lac Tcharvak - Amirsoy (en) |         |
| 5     | Ouzbékistan         | Tachkent - Samarcande - Boukhara                                                                                                 |         |
| 6     | Ouzbékistan         | Boukhara - Khiva - Mizdarkhan (en)                                                                                               |         |
| 7     | Jordanie            | Azraq - Swemeh (Mer Morte) - Pétra - Uum Sayhoun                                                                                 |         |
| 8     | Jordanie            | Pétra - Wadi Rum - Aqaba - Amman                                                                                                 |         |
| 9     | Émirats arabes unis | Ras Al-Khaïmah - Jabel Jais - Fujairah - Shabyat Al Khattmah (Désert Rub Al-Khali) - Al Badayer - Al Ain - Abou Dhabi            |         |
| 10    | Émirats arabes unis | Dubai (Burj Khalifa) |         |

### Progression des candidats
| Étape                    | Étape | Binômes participants                                        | Immunisé(s)        |
| ------------------------ | ----- | ----------------------------------------------------------- | ------------------ |
| Drapeau du Kirghizistan  | 1     | Arlette et Caroline – Charlotte et Sarah – Lucas et Nicolas | Lucas et Nicolas   |
| Drapeau du Kirghizistan  | 2     | Charlotte et Sarah – Étienne et Vanessa – Fanny et Jérémy   | Fanny et Jérémy    |
| Drapeau de l'Ouzbékistan | 3     | Axel et Jean-Claude – Charlotte et Sarah – Fanny et Jérémy  | Charlotte et Sarah |
| Drapeau de l'Ouzbékistan | 4     | [ n° 1 ]                                                    | [ n° 1 ]           |
| Drapeau de l'Ouzbékistan | 5     | Axel et Jean-Claude - Lucas et Nicolas - Fanny et Jérémy    | Fanny et Jérémy    |
| Drapeau de l'Ouzbékistan | 6     | Ahmed et Tarik – Axel et Jean-Claude – Charlotte et Sarah   | Ahmed et Tarik     |
| Drapeau de la Jordanie   | 7     | Lucas et Nicolas – Ahmed et Tarik – Fanny et Jérémy         | Lucas et Nicolas   |
| Drapeau de la Jordanie   | 8     | Lucas et Nicolas – Ahmed et Tarik – Fanny et Jérémy         | Lucas et Nicolas   |

| ► Étape             | Drapeau du Kirghizistan | Drapeau du Kirghizistan | Drapeau de l'Ouzbékistan | Drapeau de l'Ouzbékistan     | Drapeau de l'Ouzbékistan     | Drapeau de l'Ouzbékistan     | Drapeau de la Jordanie       | Drapeau de la Jordanie       | Drapeau des Émirats arabes unis | Drapeau des Émirats arabes unis | Drapeau des Émirats arabes unis | Bilan à l'issue de la demi-finale                                                                     |
| ▼ Candidats         | 1                       | 2                       | 3                        | 4                            | 5                            | 6                            | 7                            | 8                            | 9                               | 9                               | 9                               | Bilan à l'issue de la demi-finale                                                                     |
| ▼ Candidats         | 1                       | 2                       | 3                        | 4                            | 5                            | 6                            | 7                            | 8                            | S1                              | S2                              | S3                              | Bilan à l'issue de la demi-finale                                                                     |
| ------------------- | ----------------------- | ----------------------- | ------------------------ | ---------------------------- | ---------------------------- | ---------------------------- | ---------------------------- | ---------------------------- | ------------------------------- | ------------------------------- | ------------------------------- | --- |
| Lucas et Nicolas    | 2es                     | 1ers                    | 1ers                     | [ n° 1 ]                     | 1ers                         | 1ers                         | 1ers                         | 1ers                         | 1ers                            | 1ers                            | 2es                             | 80 000 €                                                                                              |
| Lucas et Nicolas    | 2es                     | sans cadre              | sans cadre               | [ n° 1 ]                     | sans cadre                   | sans cadre                   | sans cadre                   | sans cadre                   | sans cadre                      | sans cadre                      | 2es                             | sans cadre · sans cadre · sans cadre · sans cadre · sans cadre · sans cadre · sans cadre · sans cadre |
| Fanny et Jérémy     | 5es                     | [ n° 2 ]                | 2es                      | [ n° 1 ]                     | 4es                          | 3es                          | 2es                          | 3es                          | 3es                             | 3es                             | 1ers                            | 20 000 €                                                                                              |
| Fanny et Jérémy     | 5es                     | [ n° 2 ]                | 2es                      | [ n° 1 ]                     | 4es                          | 3es                          | 2es                          | sans cadre                   | NE                              | NE                              | sans cadre                      | sans cadre · sans cadre                                                                               |
| Ahmed et Tarik      | 6es                     | [ n° 2 ]                | 5es                      | [ n° 1 ]                     | 2es                          | 5es                          | 4es                          | 2es                          | 2es                             | 2es                             | 3es                             | Éliminés (étape 9)                                                                                    |
| Ahmed et Tarik      | 6es                     | [ n° 2 ]                | 5es                      | [ n° 1 ]                     | 2es                          | 5es                          | 4es                          | 2es                          | 2es                             | 2es                             | E                               | Éliminés (étape 9)                                                                                    |
| Axel et Jean-Claude | 4es                     | [ n° 2 ]                | 4es                      | [ n° 1 ]                     | 3es                          | 2es                          | 5es                          | 4es                          | Éliminés (étape 8)              | Éliminés (étape 8)              | Éliminés (étape 8)              | Éliminés (étape 8)                                                                                    |
| Axel et Jean-Claude | 4es                     | [ n° 2 ]                | 4es                      | [ n° 1 ]                     | sans cadre                   | 2es                          | 5es                          | 4es                          | Éliminés (étape 8)              | Éliminés (étape 8)              | Éliminés (étape 8)              | Éliminés (étape 8)                                                                                    |
| Charlotte et Sarah  | 3es                     | 2es                     | [ n° 4 ]                 | [ n° 1 ]                     | 5es                          | 4es                          | 3es                          | Éliminées (étape 7)          | Éliminées (étape 7)             | Éliminées (étape 7)             | Éliminées (étape 7)             | Éliminées (étape 7)                                                                                   |
| Arlette et Caroline | 1res                    | 5es                     | 3es                      | [ n° 1 ]                     | 6es                          | Éliminées (étape 5)          | Éliminées (étape 5)          | Éliminées (étape 5)          | Éliminées (étape 5)             | Éliminées (étape 5)             | Éliminées (étape 5)             | Éliminées (étape 5)                                                                                   |
| Arlette et Caroline | sans cadre              | 5es                     | 3es                      | [ n° 1 ]                     | 6es                          | Éliminées (étape 5)          | Éliminées (étape 5)          | Éliminées (étape 5)          | Éliminées (étape 5)             | Éliminées (étape 5)             | Éliminées (étape 5)             | Éliminées (étape 5)                                                                                   |
| Étienne et Vanessa  | 7es                     | [ n° 2 ]                | 6es                      | Abandon volontaire (étape 3) | Abandon volontaire (étape 3) | Abandon volontaire (étape 3) | Abandon volontaire (étape 3) | Abandon volontaire (étape 3) | Abandon volontaire (étape 3)    | Abandon volontaire (étape 3)    | Abandon volontaire (étape 3)    | Abandon volontaire (étape 3)                                                                          |
| Alex et Sylvie      | 8es                     | 8es                     | Éliminés (étape 2)       | Éliminés (étape 2)           | Éliminés (étape 2)           | Éliminés (étape 2)           | Éliminés (étape 2)           | Éliminés (étape 2)           | Éliminés (étape 2)              | Éliminés (étape 2)              | Éliminés (étape 2)              | Éliminés (étape 2)                                                                                    |

| Étape                    | Étape | Binômes participants | Binômes participants | Éliminé(s)          | Réf.   |
| Étape                    | Étape | Arrivés derniers     | Binôme choisi        | Éliminé(s)          | Réf.   |
| ------------------------ | ----- | -------------------- | -------------------- | ------------------- | ------ |
| Drapeau du Kirghizistan  | 1     | Alex et Sylvie       | Étienne et Vanessa   | [ n° 5 ]            | [ 22 ] |
| Drapeau du Kirghizistan  | 2     | [ n° 6 ]             | [ n° 6 ]             | Alex et Sylvie      | [ 22 ] |
| Drapeau de l'Ouzbékistan | 3     | [ n° 7 ]             | [ n° 7 ]             | Étienne et Vanessa  | [ 23 ] |
| Drapeau de l'Ouzbékistan | 4     | Charlotte et Sarah   | Tarik et Ahmed       | [ n° 8 ]            | [ 24 ] |
| Drapeau de l'Ouzbékistan | 5     | Arlette et Caroline  | Axel et Jean-Claude  | Arlette et Caroline | [ 25 ] |
| Drapeau de l'Ouzbékistan | 6     | Charlotte et Sarah   | Axel et Jean-Claude  | [ n° 8 ]            | [ 26 ] |
| Drapeau de la Jordanie   | 7     | Axel et Jean-Claude  | Charlotte et Sarah   | Charlotte et Sarah  | [ 27 ] |
| Drapeau de la Jordanie   | 8     | Axel et Jean-Claude  | Jérémy et Fanny      | Axel et Jean-Claude | [ 28 ] |

| Lucas et Nicolas | 80 000 € | 1er      | 2e       | 1er       | Vainqueurs | [ 29 ] |
| Lucas et Nicolas | 80 000 € | 85 060 € | 83 010 € | 100 000 € | 100 000 €  | [ 29 ] |
| Jérémy et Fanny  | 20 000 € | 2e       | 1er      | 2e        | Finalistes | [ 29 ] |
| Jérémy et Fanny  | 20 000 € | 14 940 € | 16 990 € | 0 €       | 0 €        | [ 29 ] |

Notes
Lettres
1. ↑  Étienne et Vanessa sont porteurs du drapeau noir à l'arrivée, ce qui les classe directement en dernière position. Cependant, Étienne décide d'abandonner à la fin de l'étape, éliminant, de fait, le binôme.
2. ↑  Alex et Sylvie, l'équipe cachée durant cette étape, sont découverts par Axel et Jean-Claude, ce qui conduit directement à leur élimination.
3. ↑  Alex et Sylvie, rattrapés par Axel et Jean-Claude, sont directement éliminés.
4. ↑  Étienne décide d'abandonner, ce qui élimine par conséquent son binôme.

N°:
1. 1 2  Durant cette étape, plusieurs sprints intermédiaires sont organisés et à l'issue de chacun d'eux, un binôme se qualifie. Par conséquent, aucun classement n'est établi à la fin de l'étape et aucune amulette n'est mise en jeu. L'épreuve d'immunité n'est pas non plus organisée.
2. 1 2 3 4  Étant donné que l'équipe cachée a été découverte, conduisant nécessairement à son élimination, le reste du classement n'est pas établi.
3. ↑  Ils arrivent derniers mais cela n'empêche pas leur qualification car Ahmed et Tarik sont immunisés.
4. ↑  Charlotte et Sarah sont immunisées. Elle profitent d'un bonus : un survol en hélicoptère du parc national Ugam-Chatkal. Ainsi, elles ne participent pas à la fin de l'étape et ne sont donc pas classées.
5. ↑  Alex et Sylvie perdent le duel final, mais finalement, Stéphane Rotenberg leur annonce qu'ils deviennent, lors de l'étape suivante, l'équipe cachée. Ainsi, aucun binôme n'est éliminé à l'issue de cette étape.
6. ↑  Étant donné que l'équipe cachée est rattrapée par un autre binôme, le duel final n'est pas organisé lors de cette étape.
7. ↑  Du fait de l'abandon d'Étienne, le duel final n'est pas organisé lors de cette étape.
8. 1 2  L'enveloppe noire révèle que cette étape était « Non éliminatoire ». Par conséquent, aucun binôme n'est éliminé lors de cette étape.

## Résumés détaillés
- Si vous ne connaissez pas le sujet, laissez ce bandeau (vous pouvez alors contacter les auteurs).
- Si vous supprimez le contenu mis en cause (vous pouvez préalablement contacter les auteurs),

argumentez précisément cette suppression dans la page de discussion
(un manque de référence n'est pas un argument ; une recherche réelle de référence doit avoir été effectuée, être formellement documentée).

### 1erépisode: première étape,396kmau Kirghizistan, du lac Son Koul à Bichkek
Cet épisode est diffusé pour la première fois le 10 février 2022.

#### 1erjourde course: découverte des binômes,pass express, du lac Son Koul à Kyzyl-Tuu
La course débute au Kirghizistan, sur les rives du lac Son Koul. Les candidats ont tous les yeux bandés et Stéphane Rotenberg leur donne les premières instructions via un talkie-walkie.

#### 2ejourde course: épreuve d'immunité etduel final,voiture interdite, de Kyzyl-Tuu à Bichkek
Les amoureux chamailleurs choisissent Étienne et Vanessa, et ce sont Alex et Étienne qui s'affrontent. Tous les autres candidats sont de fait qualifiés pour deuxième étape. Ils doivent se rendre à Osh Bazaar, et trouver un stand qui prépare des laghman. Après avoir eu droit à une démonstration, ils doivent confectionner cinq nouilles d'au moins 50 centimètres de long, avant de revenir à leur point de départ. Finalement, c'est Étienne qui revient en premier. Alex et Sylvie ouvrent alors l'enveloppe noire, qui leur indique que l'étape est éliminatoire. Par conséquent, ils sont éliminés. Cependant, quelques heures après la fin de l'étape, le binôme apprend qu'il n'est sont pas éliminé, puisqu'il devient l'équipe cachée lors de la prochaine étape.

### 2eépisode: deuxième étape
Cet épisode est diffusé pour la première fois le 17 février 2022.

### 3eépisode: troisième étape
Cet épisode est diffusé pour la première fois le 24 février 2022.

### 4eépisode: quatrième étape
Cet épisode est diffusé pour la première fois le 3 mars 2022.

### 5eépisode: cinquième étape
Cet épisode est diffusé pour la première fois le 10 mars 2022.

### 6eépisode: sixième étape
Cet épisode est diffusé pour la première fois le 17 mars 2022.

### 7eépisode: septième étape
Cet épisode est diffusé pour la première fois le 24 mars 2022.

### 8eépisode: huitième étape (quarts de finale)
Cet épisode est diffusé pour la première fois le 31 mars 2022.

### 9eépisode: neuvième étape (demi-finale)
Cet épisode est diffusé pour la première fois le 7 avril 2022.

### 10eépisode: dixième étape (finale)
La finale est composée de trois sprints intermédiaires, et du sprint final. À chaque sprint intermédiaire, le binôme arrivant en première position déclenche un chronomètre. Ce binôme prélève de l'argent à ses adversaires, à hauteur de 10 euros par seconde d'avance. Les gains sont initialement répartis comme suit :
- Lucas et Nicolas possèdent 80 000 euros,
- Jérémy et Fanny possèdent 20 000 euros.

Lors du premier sprint intermédiaire, les candidats doivent rejoindre l'aérodrome de Dubaï, puis jouer à un jeu de "qui est-ce?" grandeur nature. Ils font un saut en parachute au-dessus de la Palm Jumeirah. Les candidats sont équipés d'un casque et, durant leur chute, ils entendent des indices concernant la personne qu'ils doivent retrouver. Ces indices sont par exemple : le personnage porte du bleu, montre ses dents... Les frères Belges remportent ce premier sprint avec plus de 8 minutes d'avance, et récupèrent 5060 euros sur la cagnotte du couple rêveur.
Le deuxième sprint intermédiaire propose aux candidats un parcours d'obstacles en drone. Lucas échoue plusieurs fois, alors que Jérémy et Fanny réussissent du premier coup chacun, prenant l'avantage de la course. Le couple rejoint en premier Stéphane avec plus de 3 minutes d'avance et récupèrent 2050 euros.
À ce stade, les frères belges comptabilisent 83 010 euros de gains potentiels, contre 16 990 euros pour le couple.
Le troisième sprint intermédiaire amène les candidats dans le vieux Dubaï. Ils doivent résoudre un puzzle vertical représentant un aigle royal, puis rejoindre Stéphane en bas de la plus haute tour du monde, el Burj Khalifa. À noter que, pour se rendre dans le vieux Dubaï, les candidats empruntent un bateau qui ne passe que toutes les 10 minutes. Lucas et Nicolas remportent ce sprint avec assez d'avance pour rafler toute la cagnotte du couple rêveur, resté coincé dans les bouchons.
Le sprint final est lancé ! Seul le binôme vainqueur transformera sa cagnotte en argent réel. Le couple joue pour 0 euro, les frères belges pour 100 000 euros. Les candidats doivent se rendre à 3 points de passage (Museum of the Future, Dubaï Museum et l'opéra de Dubaï). À chaque point de passage, ils doivent répondre à une question posée sur l'aventure. Jérémy et Fanny ont du mal à démarrer, alors que les frères belges prennent une longueur d'avance. Le couple répond faux à la 1ère question par manque de communication, mais se rattrape ensuite. Les frères belges font un sans faute. Cependant, les deux binômes se retrouvent au coude à coude après le troisième et dernier point de passage ! Ex aequo si près du but, la tension est à son comble.
Les candidats connaissent le lieu de l'arrivée : c'est la Dubaï Frame, le cadre de Dubaï. Ils doivent récupérer leurs torches près d'une station essence, et traverser 1 kilomètre et demi au sein du Zabeel Park avant de rejoindre l'arrivée. C'est quasiment en même temps qu'ils récupèrent leur torche, et courent essoufflés jusqu'à l'arrivée. Lucas et Nicolas aperçoivent le tapis rouge, et Lucas crie à la victoire quand il voit que le logo "Pékin Express", symbole de la victoire, n'est pas encore percé. Ils remportent cette quinzième édition, et 100 000 euros. Le couple rêveur arrive avec seulement 4 minutes de retard.
Les frères belges deviennent ainsi les meilleurs aventuriers de l'histoire de l'émission en établissant un record absolu de victoires d'étape.

## Itinéraire bis

### Principe
Juste après chaque épisode, une suite est diffusée. Dans celle-ci, Julie et Denis, finalistes de la saison 9 et vainqueurs de la saison 13, prennent un itinéraire bis à celui des candidats.

### Bilan par étape
- Si vous ne connaissez pas le sujet, laissez ce bandeau (vous pouvez alors contacter les auteurs).
- Si vous supprimez le contenu mis en cause (vous pouvez préalablement contacter les auteurs),

argumentez précisément cette suppression dans la page de discussion
(un manque de référence n'est pas un argument ; une recherche réelle de référence doit avoir été effectuée, être formellement documentée).
1. ↑  Après cette épreuve Julie et Denis ont pris une chambre d'hôtel à Boukhara pour 500 000 UZS.
2. ↑  Après cette épreuve Julie et Denis ont pris une chambre d'hôtel à Khiva pour 400 000 UZS.
3. ↑  Après cette épreuve Julie et Denis ont pris une chambre d'hôtel à Pétra pour 120 €.

## Pékin Express sur YouTube
(mars 2022).

### Principe
Cette année, Tibo InShape et Juju Fitcats se lancent dans la compétition. Ils participent à la 5e étape de Pékin Express, en Ouzbékistan, en suivant les mêmes règles et les mêmes conditions de jeu que les équipes. La vidéo (en 2 parties) est disponible sur leur chaîne YouTube.

### Résumé
Les deux youtubeurs doivent commencer par créer du pain traditionnel Ouzbek comme les candidats de l'émission et réussir à récolter 30 000 sums en vendant ce pain. Une fois la mission réussie, ils doivent se rendre à Usmat, mais en amont, ils devront réaliser 2 changements de véhicule dans les villes de Yangi Chinoz et Sardoba. Une fois arrivés au terme de ce premier jour, ils doivent trouver un endroit pour la nuit. Avant de dormir, ils reçoivent une nouvelle mission de Stéphane Rotenberg qui leur demande d'empiler 2 œufs, sous peine que l'un des deux candidats passe la nuit à même le sol. La mission est un échec, Tibo InShape est contraint de passer la nuit par terre.
Leur prochaine mission est de résoudre l'énigme de Stéphane Rotenberg, à savoir : Qu'est-ce qui est énorme et sec en Ouzbékistan ? Juju Fitcats a la réponse en sa possession et devra donner un indice toutes les 10 minutes à son partenaire. Après de nombreuses minutes de recherche et 1 seul indice de Juju, Tibo réussit à répondre à l'énigme, en répondant : La Mer d'Aral. Pour la suite du jeu, l'équipe doit se rendre à Samarcande, en changeant de moyens de transport dans la ville de Bulungur. Sur place, ils feront face au panneau voiture interdite qui leur imposera comme nouveau moyen de transport, la rosalie, avec pour contrainte que le chauffeur, ici, ce sera Juju, aura les yeux bandés. Enfin, pour l'ultime mission, ils devront rejoindre Stéphane Rotenberg à pied sur la place du Régistan.

## Audiences et diffusion
En France, l'émission est diffusée sur M6, les jeudis, depuis le 10 février 2022. Un épisode dure environ 2 h 25 (publicités incluses), soit une diffusion de 21 h 10 à 23 h 35.
En Belgique et au Luxembourg, l'émission est diffusée sur Club RTL le lendemain de la diffusion française, les vendredis, depuis le 11 février 2022. L'épisode est le même, sa durée est identique, mais il est diffusé à partir de 20 h. Seule la finale est exceptionnellement diffusée le jeudi soir, le 14 avril à partir de 21 h 15.

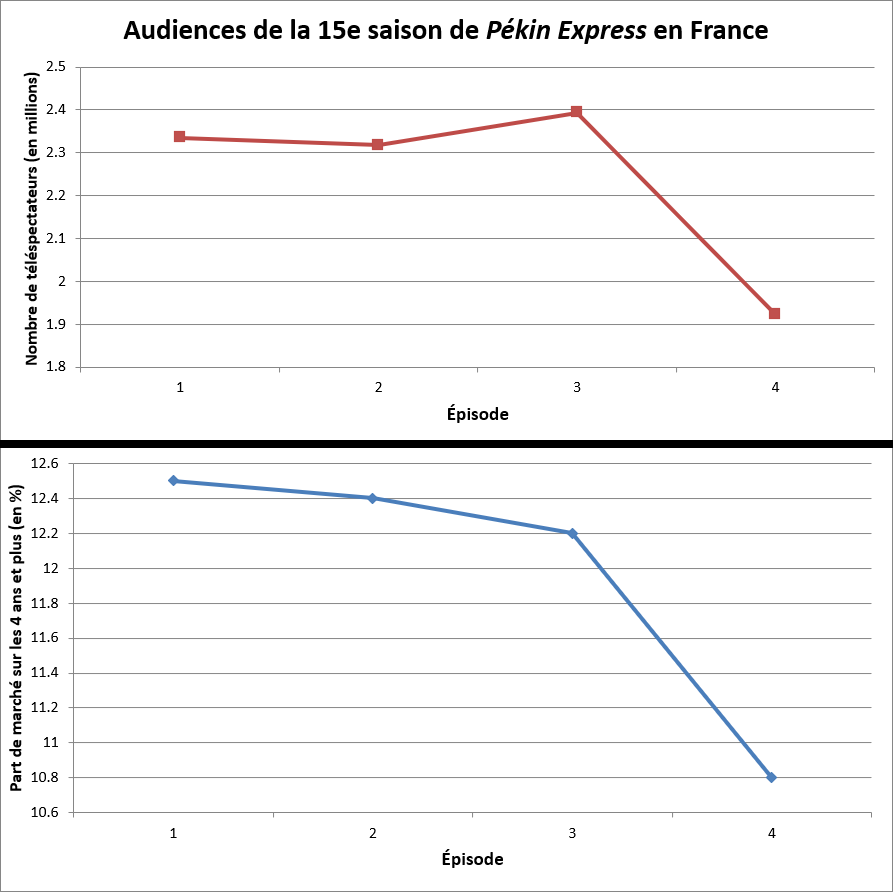
Graphique présentant l'évolution des audiences de cette saison en France.

| Épisode            | Jour et horaire de diffusion    | Nombre de téléspectateurs | Part de marché  | Part de marché | Classement des audiences | Réf.   |
| Épisode            | Jour et horaire de diffusion    | Nombre de téléspectateurs | (4 ans et plus) | (FRDA-50)      | Classement des audiences | Réf.   |
| ------------------ | ------------------------------- | ------------------------- | --------------- | -------------- | ------------------------ | ------ |
| 1                  | 10 février 2022 (21:10 - 23:35) | 2 335 000                 | 12,5 %          | 27,5 %         | 2e                       | [ 34 ] |
| 2                  | 17 février 2022 (21:10 - 23:35) | 2 318 000                 | 12,4 %          | 26,4 %         | 2e                       | [ 35 ] |
| 3                  | 24 février 2022 (21:10 - 23:35) | 2 393 000                 | 12,2 %          | 25,1 %         | 3e                       | [ 36 ] |
| 4                  | 3 mars 2022 (21:10 - 23:35)     | 1 922 000                 | 10,8 %          | 23 %           | 3e                       | [ 37 ] |
| 5                  | 10 mars 2022 (21:10 - 23:35)    | 1 732 000                 | 9,4 %           | 19,9 %         | 3e                       | [ 38 ] |
| 6                  | 17 mars 2022 (21:10 - 23:35)    | 1 923 000                 | 10,4 %          | 21,8 %         | 2e                       | [ 39 ] |
| 7                  | 24 mars 2022 (21:10 - 23:35)    | 1 878 000                 | 11,1 %          | 21,4 %         | 4e                       | [ 40 ] |
| 8                  | 31 mars 2022 (21:10 - 23:35)    | 2 000 000                 | 11,5 %          | 22,8 %         | 2e                       | [ 41 ] |
| 9                  | 7 avril 2022 (21:10 - 23:35)    | 1 849 000                 | 9,7 %           | 18,1%          | 3e                       | [ 42 ] |
| 10 (finale)        | 14 avril 2022 (21:10 - 23:35)   | 1 941 000                 | 10,7 %          | 21 %           | 2e                       | [ 43 ] |
| Bilan de la saison | Bilan de la saison              | 2 030 000                 | 11,1 %          | 22,7 %         | –                        | [ 44 ] |

| Épisode | Jour et horaire de diffusion    | Nombre de téléspectateurs | Part de marché (sur les 4 ans et plus) | Réf.   |
| ------- | ------------------------------- | ------------------------- | -------------------------------------- | ------ |
| 1       | 11 février 2022 (20:00 - 22:25) | 112 149                   | NC                                     | [ 45 ] |
| 2       | 18 février 2022 (20:00 - 22:25) | 123 958                   | NC                                     | [ 46 ] |
| 3       | 25 février 2022 (20:00 - 22:25) | 125 834                   | NC                                     | [ 47 ] |
| 4       | 4 mars 2022 (20:00 - 22:25)     | 102 727                   | NC                                     | [ 48 ] |
| 5       | 11 mars 2022 (20:00 - 22:25)    | 110 987                   | NC                                     | [ 49 ] |
| 6       | 18 mars 2022 (20:00 - 22:25)    | 127 441                   | NC                                     | [ 50 ] |
| 7       | 25 mars 2022 (20:00 - 22:25)    | 110 396                   | NC                                     | [ 51 ] |
| 8       | 1er avril 2022 (20:00 - 22:25)  | 127 642                   | NC                                     | [ 52 ] |
| 9       | 8 avril 2022 (20:00 - 22:25)    | 119 601                   | NC                                     | [ 53 ] |
| 10      | 14 avril 2022 (21:15 - 23:35)   | 175 874                   | NC                                     | [ 55 ] |

Légende :
- plus hauts scores d'audiences
- plus bas scores d'audiences